# Ragnvald Væring
Ragnvald Fredrik Væring (1. července 1884, Sandsvær – 4. března 1960, Oslo) byl norský fotograf. Narodil se jako syn Alfa Væringa (1863–1912) a Jørgine Fredriksen a vnuk Olafa Martina Pedera Væringa.

## Životopis
Væring vyrůstal se svým dědečkem, fotografem Olafem Væringem a jeho dcerou Ragnhildou Væringovou, pokračoval ve studiu ve firmě a získal silné postavení ještě před smrtí svého dědečka. Když Ragnhild Væringová v roce 1906 společnost zdědila, stal se zaměstnancem a současně převzal jméno Væring. Poté, co si Ragnhilda v roce 1907 vzala Karla Teigena, byla společnost společně řízena Væringovou a Teigenem a umělecká fotografie pokračovala. V roce 1936 Teigen společnost opustil, protože spolupráce nebyla již tak dobrá, a založil svou vlastní společnost. Væring pokračovala sám a po jeho smrti v roce 1960 firmu převzal Per Petersson, který byl několik let jeho asistentem.
Jako jedna z prvních v zemi vyvinula společnost prostřednictvím svých fotografů zájem o umění a zvyšování odbornosti v oblasti fotografování uměleckých děl. Fotografové si uvědomili, že jejich potomstvo by mohlo těžit z jejich práce, a toto kulturní povědomí je proto vedlo ke shromažďování a uchovávání toho, co považovali za historické hodnoty. Fotograf Ragnvald Væring položil základy pro společnost a osobní znalosti a kontakty s umělci, sběrateli a vydavateli, a tak se společnost O. Væring stala přispěvatelem k distribuci a marketingu norského umění. Ragnvald Væring provozoval společnost na dobré úrovni a spřátelil se s mnoha umělci. Obzvláště blízkými přáteli byl s Edvardem Munchem a jeho sestrou Inger Munchovou.
Væring publikoval knihu o Gyldendalu s autoportréty Edvarda Muncha. Byl místopředsedou Norského sdružení fotografů a předsedou klubu v Oslu a členem různých porot. Společnost O. Væring je stále v provozu (2019) a všechny archivní skleněné desky norských malířských děl jsou uloženy v archivu. Kopie negativních skleněných desek, které mají velkou historick hodnotu, se nacházejí v archivu města Oslo. Fotograf Per Petersson v roce 1987 uvedl, že sbírka je uložena v suterénu Národní akademie výtvarných umění. V roce 2007 přesunula dcera Pergregsona Ingrid Petersson Nørstenæs archiv do nových skladů v Oslu. Ten má zajistit materiál pro další potomstvo, protože prostory Národní akademie umění tento materiál degradovaly.

## Galerie

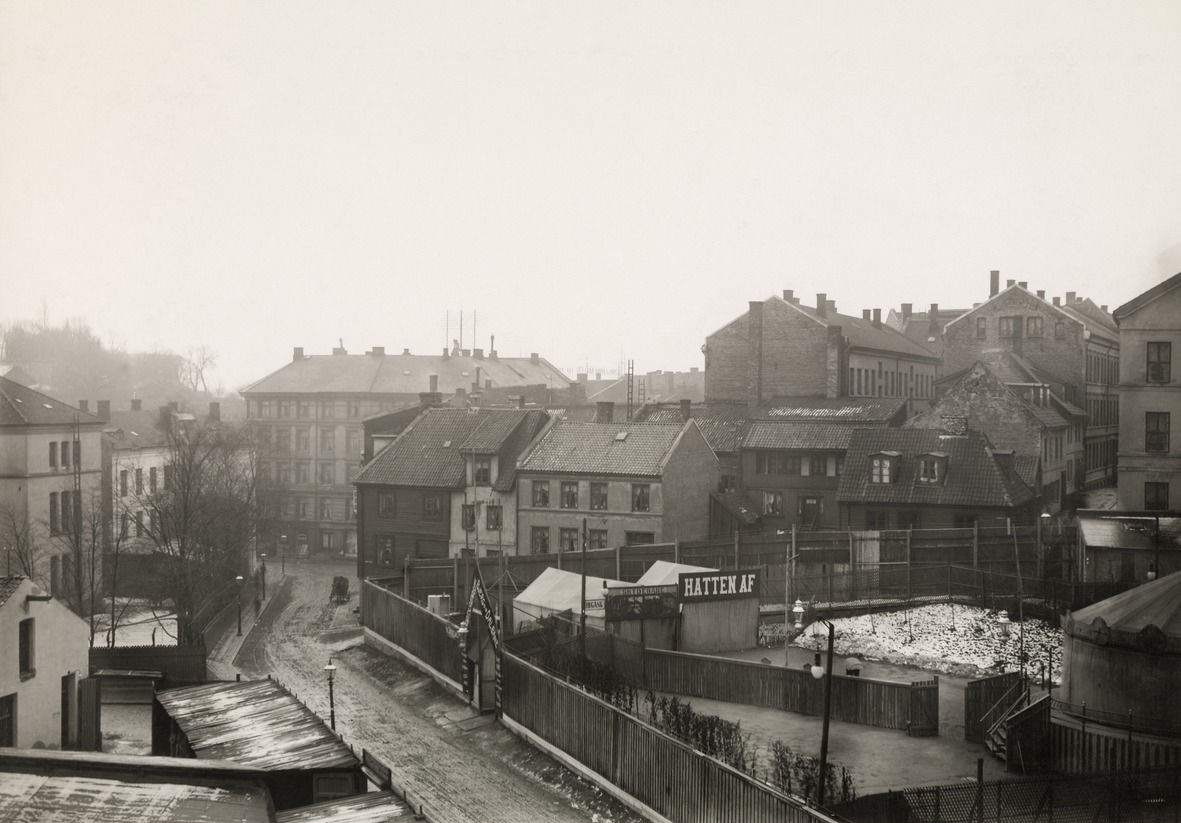
Filosofgangen 1908 Ragnvald Væring
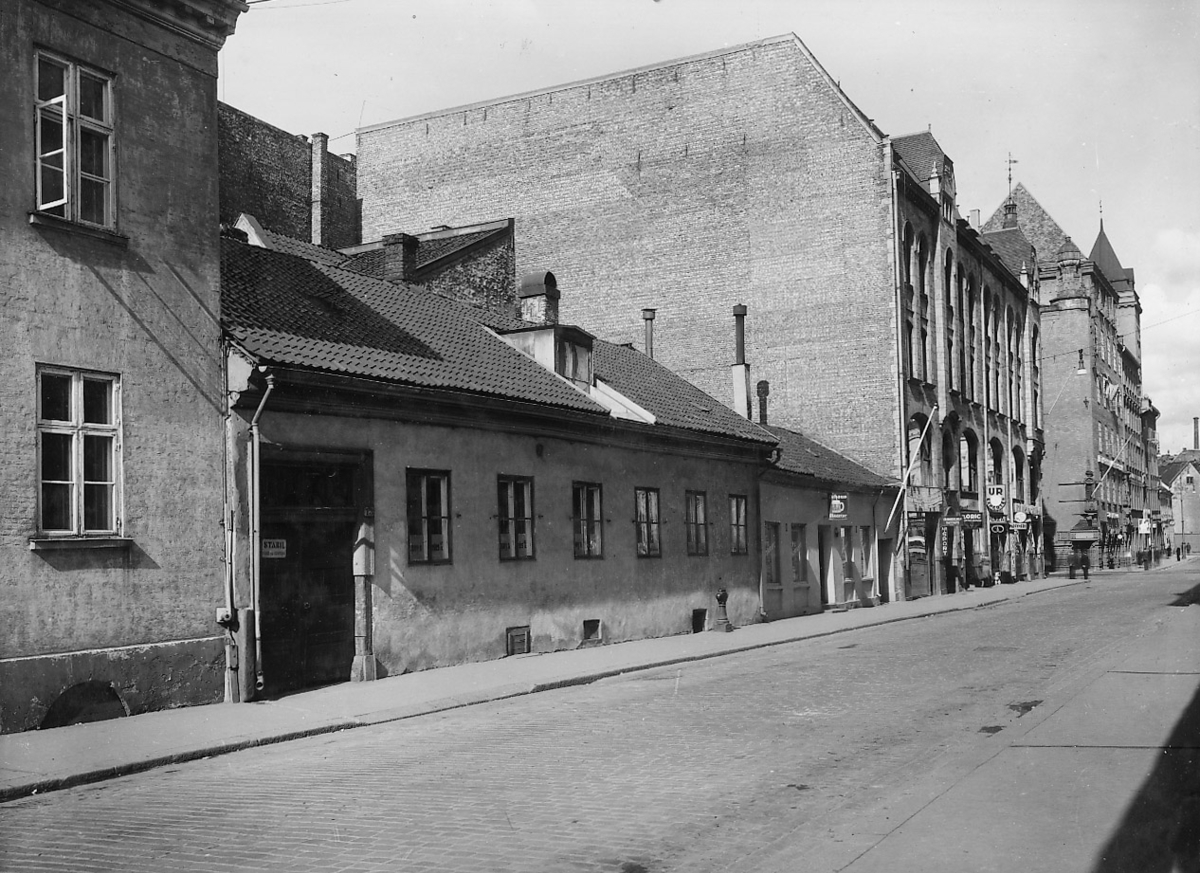
Fred Olsens gate
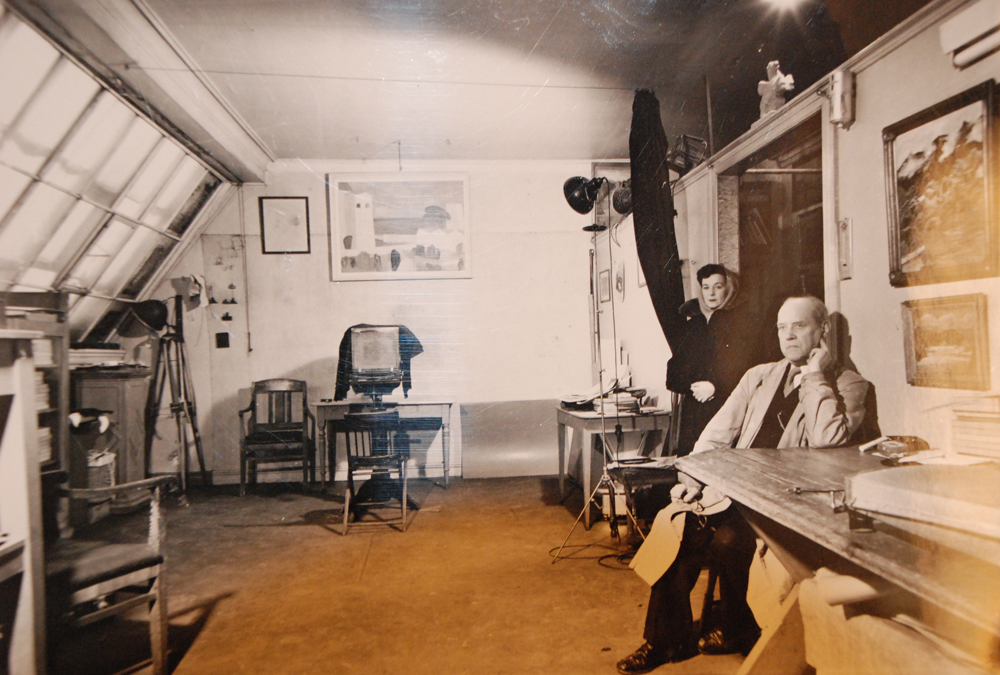
Studio Ragnvalda Væringa